# Pe' piacere
Pe' piacere è una raccolta del cantante italiano Gianni Celeste, pubblicata nel 2004.
L'album, oltre a contenere 8 vecchi successi riarrangiati, contiene 4 inediti.

## Tracce
1. Cuore mio
2. Amoreneomelodico
3. Facimmo ammore
4. Mò ca c'è staie tu
5. Bella
6. Intimità
7. Casa e chiesa
8. Comme me sai vasà
9. Pe' piacere
10. Voglio abortire
11. Nunn'o penzà
12. Nun m'annammoro cchiù